# 上腸間膜動脈
上腸間膜動脈（じょうちょうかんまくどうみゃく、英：superior mesenteric artery; SMA）は腹部にある動脈の1つであり、通常、腹腔動脈の下方で腹大動脈の前面から生じる。上腸間膜動脈は十二指腸の下部から横行結腸の3分の2までの腸と膵臓を栄養している。

## 位置と走行
成人の場合、上腸間膜動脈はL1の位置で生じ、通常、その1cm上に腹腔動脈の起始がある。上腸間膜動脈はその起始から前下方へ伸び膵頚（膵頭の一部）の下をくぐった後、前方に出て十二指腸水平部（または下部・第3部とも呼ばれる）の前を越えて下行し、腸間膜に入る。起始から腸間膜に至るまで、上腸間膜動脈と大動脈の間には以下のような構造物がある。
- 左腎静脈： 左の腎臓と下大静脈を結ぶ静脈。これが圧迫されるとナットクラッカー症候群を引き起こす
- 十二指腸の水平部： 十二指腸の一番低いところにある部位。これが圧迫されると上腸間膜動脈症候群を引き起こす。
- 膵臓の鈎状突起： 上腸間膜動脈が膵臓によって引っ掛けられたようになっているところである。上腸間膜動脈の右に並行して同名の静脈（上腸間膜静脈）がある。膵頚を越えると上腸間膜動脈は枝を出す。

## 枝
| 枝               | 栄養器官                                             |
| ---------------- | ---------------------------------------------------- |
| 下膵十二指腸動脈 | 膵臓の一部や十二指腸の下行部・下部                   |
| 中結腸動脈       | 横行結腸                                             |
| 右結腸動脈       | 上行結腸                                             |
| 回腸動脈         | 回腸                                                 |
| 空腸動脈         | 空腸                                                 |
| 回結腸動脈       | 上腸間膜動脈の終枝で回腸の終部と盲腸や虫垂などを栄養 |

上腸間膜動脈の枝は結腸の周りで吻合し辺縁動脈を形成している。なお、辺縁動脈は左結腸動脈（下腸間膜動脈に由来）の枝も加わっている。

## 変異
腹腔動脈と同様、上腸間膜動脈にはいくつかのバリエーションが存在することが知られている。例えば、右肝動脈が上腸間膜動脈から分岐したり、右結腸動脈が欠如していたりする。

## 関連疾患
- 上腸間膜動脈の閉塞は上腸間膜動脈血栓症を引き起こす。この予後は悪く実にその80%が死に至る[1]。
- 上腸間膜動脈は左腎静脈と十二指腸の第3部の前を通っているため、これらを圧迫することがある。前者の場合ナットクラッカー症候群を、後者の場合は上腸間膜動脈症候群を引き起こす。

## 画像

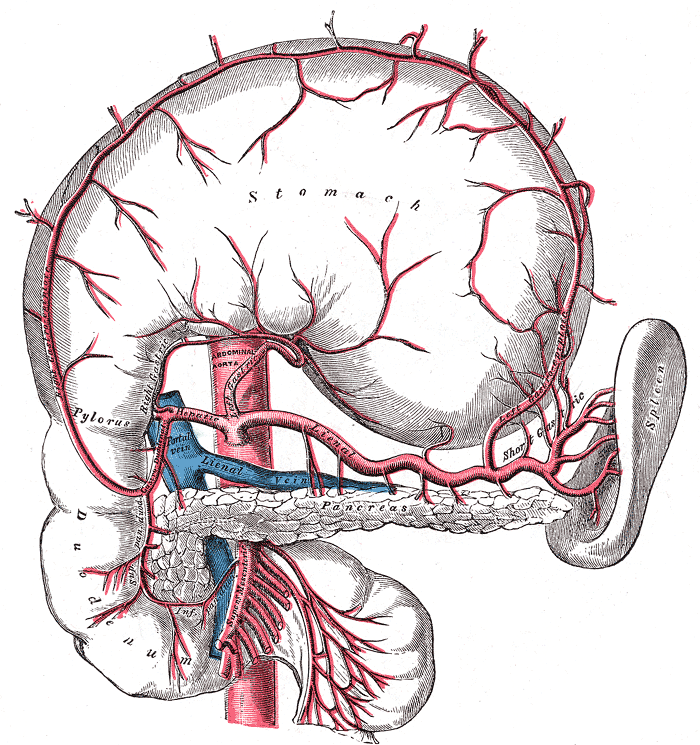
腹腔動脈とその枝の様子。なお、胃は持ち上げられ、十二指腸は取り除かれている。
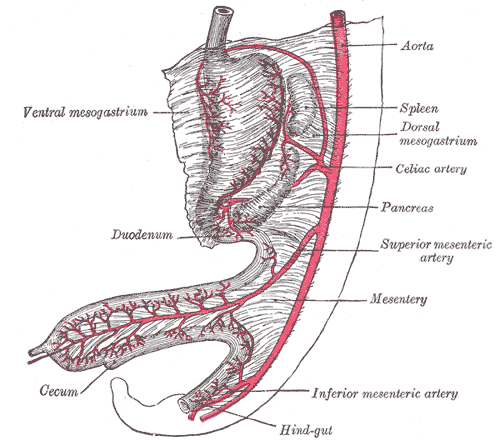
6週間目のヒトの胚における消化管と腸間膜の様子。
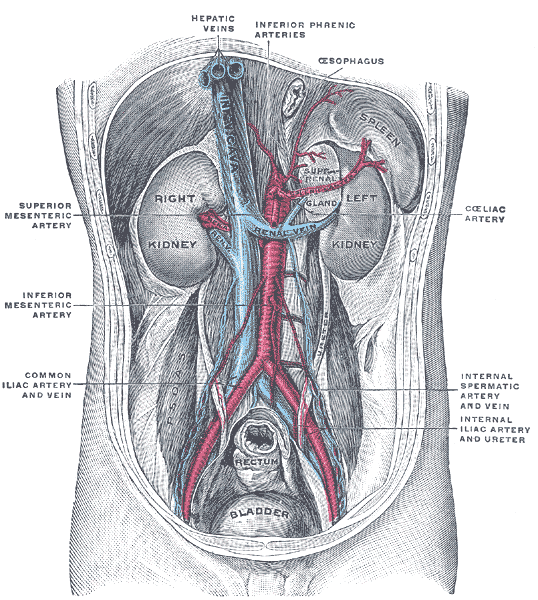
腹膜を取り除いた後腹壁の様子。腎臓、副腎、大血管が描かれている。
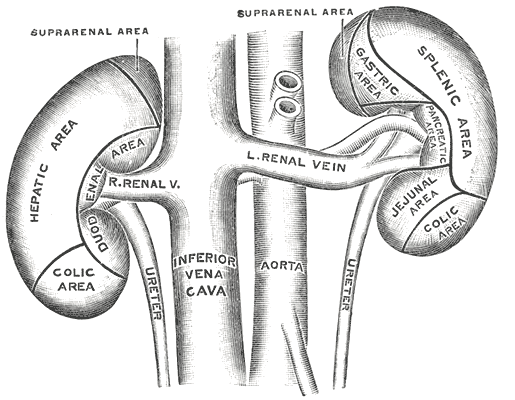
腎臓の付近を前面から見た様子。左腎静脈（向って右の横方向に伸びる血管）のすぐ上に上腸間膜動脈の起始（図では切断）がある。
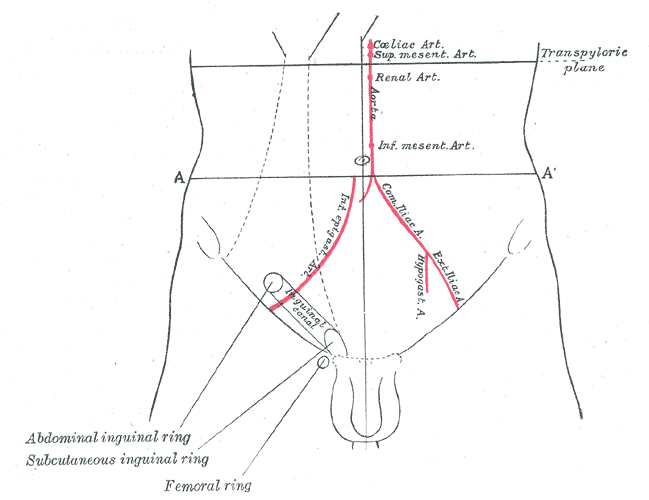
腹部の前面で動脈と鼠径管が表されている。